# Volksabstimmungen in der Schweiz 1999
Dieser Artikel bietet eine Übersicht der Volksabstimmungen in der Schweiz im Jahr 1999.
In der Schweiz fanden 1999 auf Bundesebene zehn Volksabstimmungen statt, im Rahmen dreier Urnengänge am 7. Februar, 18. April und 13. Juni. Dabei handelte es sich um drei obligatorische Referenden, eine Volksinitiative und sechs fakultative Referenden.

## Abstimmungen am 7. Februar 1999

### Ergebnisse
| Nr. | Vorlage                                                                                    | Art | Stimm- berechtigte | Abgegebene Stimmen | Beteiligung | Gültige Stimmen | Ja        | Nein      | Ja-Anteil | Nein-Anteil | Stände | Ergebnis |
| --- | ------------------------------------------------------------------------------------------ | --- | ------------------ | ------------------ | ----------- | --------------- | --------- | --------- | --------- | ----------- | ------ | -------- |
| 449 | Bundesbeschluss über die Änderung der Voraussetzungen für die Wählbarkeit in den Bundesrat | OR  | 4'641'575          | 1'764'453          | 38,01 %     | 1'723'592       | 1'287'081 | 0'436'511 | 74,67 %   | 25,33 %     | 21:2   | ja       |
| 450 | Bundesbeschluss betreffend die Verfassungsbestimmung über die Transplantationsmedizin      | OR  | 4'641'575          | 1'762'875          | 37,98 %     | 1'711'188       | 1'501'925 | 0'209'263 | 87,77 %   | 12,23 %     | 23:0   | ja       |
| 451 | Eidgenössische Volksinitiative «Wohneigentum für alle»                                     | VI  | 4'641'575          | 1'771'969          | 38,18 %     | 1'746'742       | 0'721'717 | 1'025'025 | 41,32 %   | 58,68 %     | 3:20   | nein     |
| 452 | Bundesgesetz über die Raumplanung, Änderung vom 20. März 1998                              | FR  | 4'641'575          | 1'762'026          | 37,96 %     | 1'702'612       | 0'952'482 | 0'750'130 | 55,94 %   | 44,06 %     | –      | ja       |

### Wählbarkeit in den Bundesrat
Die Umstände bei der Wahl von Ruth Dreifuss in den Bundesrat lösten mehrere parlamentarische Vorstösse zum Vorgehen bei Bundesratswahlen aus. So schlug die Staatspolitische Kommission des Nationalrates vor, die so genannte Kantonsklausel aus der Bundesverfassung zu streichen. Gemäss dieser Bestimmung durfte nicht mehr als ein Mitglied des Bundesrates aus dem gleichen Kanton stammen. Allerdings konnte diese Regel, die in den Anfangsjahren des Bundesstaates durchaus ihre Berechtigung gehabt hatte, mit einem Wechsel des Wohnsitzes in einen anderen Kanton leicht umgangen werden. Während sich der Nationalrat für den Vorschlag seiner Kommission aussprach, wollte der Ständerat die Änderung in der geplanten Totalrevision der Bundesverfassung unterbringen. Schliesslich entschieden sich beide Parlamentskammern im Oktober 1998 doch für die Streichung, wenn auch nicht ersatzlos. So sollte darauf geachtet werden, dass Sprachregionen und Landesgegenden angemessen in der Regierung vertreten sind. Nur zwei kleine Rechtsaussenparteien sowie einzelne CVP-, FDP- und SVP-Kantonalparteien sprachen sich dagegen aus. Sie sahen in der Vorlage einen ersten Schritt in Richtung Abbau der föderalistischen Garantien kleiner Kantone, ausserdem solle nicht am Regierungssystem experimentiert werden. Die Befürworter hoben die Notwendigkeit einer grösseren Flexibilität hervor, denn die «falsche» Kantonszugehörigkeit könne unter Umständen eine geeignete und qualifizierte Kandidatur verhindern. Fast drei Viertel der Abstimmenden nahmen die Verfassungsänderung an, einzig in den Kantonen Jura und Tessin resultierten Nein-Mehrheiten.

### Transplantationsmedizin
Für die Spende, Entnahme und Übertragung von Organen, Geweben und Zellen fehlten in der Schweiz im Gegensatz zu den meisten anderen europäischen Staaten die gesetzlichen Grundlagen, da dem Bund bisher keine entsprechende verfassungsmässige Kompetenz erteilt worden war. Im April 1997 schlug der Bundesrat dem Parlament einen neuen Verfassungsartikel vor. Dieser sollte dem Bund gestatten, für die Transplantationsmedizin entsprechende Gesetze zu beschliessen. Dabei müsste er für den Schutz von Menschenwürde, Persönlichkeit und Gesundheit sorgen. Geregelt würden auch die umstrittene Xenotransplantation, die gerechte Zuteilung und Unentgeltlichkeit von Spenderorganen sowie das Verbot des Organhandels. Die Vorlage war im Parlament weitgehend unbestritten. Einzig die Grünen, die Schweizerische Arbeitsgruppe Gentechnologie und Tierschutzorganisationen sprachen sich dagegen aus. Sie kritisierten die zu offene Formulierung des Verfassungsartikels, die viele ethisch heikle Fragen auf die künftige Gesetzgebung verschiebe. Die Befürworter betonten, dass dieses ethisch sensible Spezialgebiet der Medizin unbedingt klare und einheitliche Regelungen benötige. Mit der Verfassungsbestimmung würden erste Leitplanken gesetzt. Das Ergebnis fiel überaus deutlich aus: In sämtlichen Kantonen fand die Vorlage mehr als 80 Prozent Zustimmung.

### Wohneigentumsinitiative
Der Hauseigentümerverband war der Ansicht, dass der Bund dem seit 1972 bestehenden Verfassungsauftrag zur Förderung des selbstgenutzten Wohneigentums und des verbilligten Wohnungsbaus nicht nachgekommen sei, weshalb er im Oktober 1993 eine Volksinitiative einreichte. Um das Ziel einer höheren Wohneigentumsquote zu erreichen, waren verschiedene Massnahmen vorgesehen: Dazu gehörten der Abzug der Spargelder für den Erwerb von selbstgenutztem Wohneigentum vom steuerbaren Einkommen, die steuerliche Begünstigung von Mitteln der Altersvorsorge, welche für den Erwerb von Wohneigentum gedacht sind, sowie eine Reduktion des Eigenmietwerts. Der Bundesrat hielt die Initiative für eine Bedrohung der rechtlichen Gleichbehandlung von Mietern und Eigentümern und befürchtete hohe Steuerausfälle, weshalb er das Begehren zurückwies; das Parlament folgte dieser Einschätzung. Neben der SVP, der LPS und kleinen Rechtsaussenparteien setzte sich vor allem der Hauseigentümerverband für die Initiative ein und bezeichnete die Steueranreize als Möglichkeit, Wohneigentum für eine breite Bevölkerungsschicht realisierbar zu machen. Ein prognostizierter Investitionsschub im Baugewerbe sollte die Steuerausfälle wettmachen. Gegen die Initiative kämpften vor allem der Mieterverband und der Schweizerische Gewerkschaftsbund. Die FDP empfahl zwar knapp die Ablehnung, doch nicht weniger als 16 Kantonalparteien waren anderer Meinung. Grundsätzlich bezweifelten die Gegner die Effektivität der Massnahmen, denn sie würden wenig Anreize für Personen mit niedrigem Einkommen bieten und vor allem einkommensstarke Personen oder Eigenheimbesitzer bevorzugen. Ebenso würden die Mieter stark diskriminiert. Fast drei Fünftel der Abstimmenden lehnten die Vorlage ab; Zustimmung fand sie nur in den Kantonen Aargau, Glarus und Schwyz.

### Raumplanungsgesetz
Am 3. Oktober 1990 reichte der Berner SVP-Ständerat Ulrich Zimmerli eine Motion mit dem Titel Revision des Raumplanungsgesetzes ein, die im März 1991 vom Ständerat und im Dezember 1991 vom Nationalrat angenommen wurde. Bäuerliche Kreise setzten sich für eine Lockerung des Raumplanungsgesetzes ein, um eine flexiblere Handhabung der in der Landwirtschaftszone geltenden Nutzungsvorschriften zu ermöglichen. Ein erster Entwurf einer Gesetzesänderung stiess auf Kritik, denn er sah vor, dass neu auch bodenunabhängige Produktionsmethoden wie Intensivmast, Hors-sol-Kulturen und Anlagen zur Aufbereitung oder zum Verkauf betriebseigener Erzeugnisse erlaubt sein sollten. Vor allem Gewerbetreibende wehrten sich dagegen, da sie darin eine Privilegierung der Landwirte sahen. Konsensfähig zu sein schien hingegen die Nutzung von nicht mehr benötigten landwirtschaftlichen Bauten für Wohnzwecke. Ein zweiter Entwurf formulierte die Lockerungen der Bau- und Nutzungsvorschriften zurückhaltender. Allerdings sollten in Zukunft sämtliche Bauten, die mit landwirtschaftlicher oder gartenbaulicher Produktion in unmittelbarem Zusammenhang stehen, bewilligt werden können. Noch während der Parlamentsdebatte kündigten die Grünen, die Kleinbauern-Vereinigung und Landschaftsschützer das Referendum an, worauf das Parlament einige Nachbesserungen vornahm. Dennoch wurde erfolgreich das Referendum ergriffen. Zu den Gegnern des Gesetzes gehörten linke Parteien und der Schweizerische Gewerkschaftsbund. Sie kritisierten die Aufhebung der klaren Trennung von Bau- und Landwirtschaftszonen, da dies Zersiedelung und Bodenspekulation fördere, was wiederum das wirtschaftliche Überleben von Kleinbauern erschwere. Bürgerliche Parteien und Wirtschaftsverbände betonten, die Liberalisierung der Nutzungsvorschriften ermögliche es den Bauern, sich am Markt besser zu behaupten. Allerdings war das Links-Rechts-Schema nicht starr, denn es gab etliche abweichende Parolen. Letztlich stimmte eine relativ knappe Mehrheit der Gesetzesänderung zu.

## Abstimmung am 18. April 1999

### Ergebnis
| Nr. | Vorlage                                         | Art | Stimm- berechtigte | Abgegebene Stimmen | Beteiligung | Gültige Stimmen | Ja      | Nein    | Ja-Anteil | Nein-Anteil | Stände | Ergebnis |
| --- | ----------------------------------------------- | --- | ------------------ | ------------------ | ----------- | --------------- | ------- | ------- | --------- | ----------- | ------ | -------- |
| 453 | Bundesbeschluss über eine neue Bundesverfassung | OR  | 4'643'521          | 1'666'869          | 35,89 %     | 1'638'468       | 969'310 | 669'158 | 59,16 %   | 40,84 %     | 13:10  | ja       |

### Totalrevision der Bundesverfassung
Bestrebungen, die als unübersichtlich und veraltet empfundene Bundesverfassung zu erneuern, gab es seit Mitte der 1960er Jahre. Nachdem ein erster Entwurf 1977 bereits in der Vernehmlassung gescheitert war, rückte die Angelegenheit für fast zwei Jahrzehnte in den Hintergrund. Im Juni 1995 präsentierte der Bundesrat einen neuen Entwurf, der drei Ziele verfolgte: die Nachführung (also die formale Revision) des geltenden und teilweise ungeschriebenen Verfassungsrechts, die Reform der Volksrechte sowie Anpassungen bei der Justiz. Während das erste Ziel weitgehend unbestritten war, verzichtete das Parlament auf die Volksrechtsreform und die Verfassungsgerichtsbarkeit, um die Vorlage nicht zu gefährden. Die neue Verfassung enthielt unter anderem einen umfassenden Katalog der Grundrechte, Sozialziele, Grundsätze staatlichen Handelns und die Unterordnung unter das Völkerrecht. Bestimmte Gesetze von grundlegender Bedeutung wurden zu Verfassungsartikeln heraufgestuft, während veraltete Rechtsnormen gestrichen und mehrere Verfassungsartikel zu Gesetzen herabgestuft wurden. Mit Ausnahme von Links- und Rechtsaussengruppierungen sprachen sich alle nationalen Parteien und Interessenverbände für die Vorlage aus (allerdings war der Widerstand innerhalb der SVP gross). Während die Befürworter auf den dringend notwendigen Revisionsbedarf hinwiesen, waren die Gegner der Ansicht, dass sich die Schweiz mit der neuen Verfassung internationalem Recht beuge und die Revision zu einem Ausbau des Sozialstaats führe. Bei einer unterdurchschnittlichen Beteiligung nahmen fast drei Fünftel der Abstimmenden die Vorlage an, während das Ständemehr eher knapp zu deren Gunsten ausfiel. Die neue Verfassung trat am 1. Januar 2000 in Kraft.

## Abstimmungen am 13. Juni 1999

### Ergebnisse
| Nr. | Vorlage                                                                  | Art | Stimm- berechtigte | Abgegebene Stimmen | Beteiligung | Gültige Stimmen | Ja        | Nein      | Ja-Anteil | Nein-Anteil | Stände | Ergebnis |
| --- | ------------------------------------------------------------------------ | --- | ------------------ | ------------------ | ----------- | --------------- | --------- | --------- | --------- | ----------- | ------ | -------- |
| 454 | Asylgesetz                                                               | FR  | 4'646'450          | 2'117'964          | 45,58 %     | 2'044'526       | 1'443'137 | 0'601'389 | 70,59 %   | 29,42 %     | –      | ja       |
| 455 | Bundesbeschluss über dringliche Massnahmen im Asyl- und Ausländerbereich | FR  | 4'646'450          | 2'119'712          | 45,62 %     | 2'043'892       | 1'447'984 | 0'595'908 | 70,84 %   | 29,16 %     | –      | ja       |
| 456 | Bundesbeschluss über die ärztliche Verschreibung von Heroin              | FR  | 4'646'450          | 2'125'369          | 45,74 %     | 2'073'312       | 1'128'393 | 0'944'919 | 54,42 %   | 45,58 %     | –      | ja       |
| 457 | Bundesgesetz über die Invalidenversicherung                              | FR  | 4'646'450          | 2'120'659          | 45,64 %     | 2'049'783       | 0'620'797 | 1'428'986 | 30,29 %   | 69,71 %     | –      | nein     |
| 458 | Bundesgesetz über die Mutterschaftsversicherung                          | FR  | 4'646'450          | 2'134'884          | 45,94 %     | 2'109'282       | 0'822'458 | 1'286'824 | 38,99 %   | 61,01 %     | –      | nein     |

### Asylgesetz
Der im Sommer 1990 in Kraft gesetzte dringliche Bundesbeschluss über das Asylverfahren sollte ins Asylgesetz und somit ins ordentliche Recht überführt werden. Da sich dabei zusätzlicher Revisionsbedarf zeigte, präsentierte der Bundesrat im Dezember 1995 einen Entwurf für eine Totalrevision des Asylgesetzes. In und zwischen den beiden Räten kam es zu langen und kontroversen Debatten. Schliesslich konnten sie sich im Juni 1998 nach der Differenzbereinigung auf einen Kompromiss einigen. So sollte der Bundesrat von Fall zu Fall den Grundsatzentscheid fällen, ob und wie vielen Personen ohne Einzelfallprüfung der vorübergehende Schutz als «Kriegsvertriebene» gewährt werden soll. Der Bund sollte Projekte zur Erleichterung der Rückkehr sowie zur Wiedereingliederung von Asyl- und Schutzsuchenden im Heimatland finanzieren, und die Fürsorge sollte nicht mehr bei den Hilfswerken, sondern bei den Kantonen liegen. Verschiedene Flüchtlingshilfswerke ergriffen daraufhin das Referendum. Unterstützung erhielten sie von linken Parteien, Gewerkschaften, Kirchen und Jugendverbänden. Dabei stellten sie sich insbesondere gegen die aus dem Asylgesetz hervorgehenden Verordnungsentwürfe, die ihnen zufolge eine massive Verschärfung des Asylrechts vorsähen und weit über Massnahmen zur Bekämpfung von Missbräuchen hinausgingen. Mitte- und Rechtsparteien unterstützten das Gesetz und verwiesen auf die umfassenden Verbesserungen für Kriegsvertriebene sowie die verstärkte Rückkehrhilfe. Über zwei Drittel der Abstimmenden nahmen die Vorlage an.

### Massnahmen im Asyl- und Ausländerbereich
Noch vor dem Abschluss der parlamentarischen Beratungen über das revidierte Asylgesetz (siehe oben) hielt der Bundesrat dringliche Massnahmen gegen Missbräuche im Asylbereich für unerlässlich. Aus diesem Grund beantragte er im Mai 1998 die dringliche Inkraftsetzung einzelner Artikel aus der laufenden Totalrevision. Im Wesentlichen sollte Ausländern, die sich illegal in der Schweiz aufhalten und mit einem Asylgesuch einzig ihre drohende Wegweisung hinauszögern wollen, ein umfassendes Asylverfahren verweigert werden. Davon sollte nur abgesehen werden, wenn Hinweise auf eine Verfolgung im Heimat- oder Herkunftsland vorliegen. Dasselbe sollte für Personen gelten, die bei der Einreichung des Gesuches keine Ausweispapiere abgeben oder ihre wahre Identität verbergen. Ausserdem sollte gegen solche Personen die Ausschaffungshaft angeordnet werden können. Nach der Zustimmung des Parlaments traten die Massnahmen am 1. Juli 1998 in Kraft. Gegen diesen Beschluss brachten Flüchtlingshilfswerke das Referendum zustande, ihre Unterstützer waren dieselben wie bei der Abstimmung über das Asylgesetz. Ihnen zufolge seien die verschärften Massnahmen inhuman und die Missbrauchsbestimmungen gegen «Sans papiers» beträfen die Falschen. Die Gegenseite argumentierte, dass die neuen Bestimmungen dringend erforderlich seien, um die humanitäre Asylpolitik der Schweiz gegenüber tatsächlich schutzbedürftigen Menschen weiterhin zu gewährleisten. Mit einem ähnlich hohen Anteil wie beim Asylgesetz sprachen sich die Abstimmenden für die Vorlage aus.

### Ärztliche Verschreibung von Heroin
Seit 1994 liefen wissenschaftliche Versuche zur ärztlich verordneten therapeutischen Abgabe von Heroin an schwer Drogenabhängige. Der Bundesrat wollte diese Massnahme ausweiten und stellte im Februar 1998 einen Antrag in Form eines dringlichen Bundesbeschlusses. Dieser sollte es ihm erlauben, bis zum Inkrafttreten des neuen Betäubungsmittelgesetzes seine bisherige Drogenpolitik weiterzuführen, die auf Prävention, Therapie, Überlebenshilfe und Repression beruht. Angesichts der offenkundigen und wissenschaftlich nachgewiesenen Erfolge der Therapie war die Vorlage im Parlament weitgehend unbestritten. Allerdings ergänzte es einen detaillierten Kriterienkatalog für die Zulassung einer heroingestützten Drogentherapie. Gegen diesen Beschluss ergriff die EDU erfolgreich das Referendum. Unterstützt von weiteren rechten Parteien argumentierten die Gegner, dass diese «Politik der Resignation» ein Irrweg sei, denn die Süchtigen benötigten echte Hilfe und nicht eine staatlich unterstützte Suchtverlängerung und Ruhigstellung. Andererseits betonten die Befürworter die durchweg positiven Erfolge der bisherigen ärztlich kontrollierten Heroinabgabe und die sehr deutlich verbesserte gesundheitliche und soziale Situation der Betroffenen. Eine relativ knappe Mehrheit der Abstimmenden sprach sich für die Vorlage aus.

### Revision des IV-Gesetzes
Ende 1996 hatte die Invalidenversicherung (IV) einen Schuldenberg von 1,6 Milliarden Franken angehäuft. Im Rahmen der anstehenden IV-Revision, die vor allem eine finanzielle Konsolidierung zum Ziel hatte, schlug der Bundesrat im Juni 1997 Sparmassnahmen, Massnahmen zur Kostensteuerung und eine Zusatzfinanzierung vor. Unter anderem sollten Überschüsse der Erwerbsersatzordnung in die IV-Kasse fliessen sowie die Zusatzrenten für Eheleute und die Viertelsrenten abgeschafft werden. Vor allem die Streichung der Viertelsrenten war im Parlament sehr umstritten und fand im Nationalrat nur eine knappe Zustimmung, weshalb die Schweizer Paraplegiker-Vereinigung und der Schweizerische Invalidenverband das Referendum ergriffen. Die Abstimmungskampagne drehte sich ausschliesslich um die Frage der Abschaffung der Viertelsrenten, während die übrigen Elemente der Revision kaum umstritten waren. Nur die SVP und die FPS sprachen sich für die Vorlage aus, während die FDP, die im Parlament mehrheitlich zugestimmt hatte, nun Stimmfreigabe beschloss. Die Befürworter betonten, es handle sich um eine vertretbare und massvolle Massnahme zur notwendigen Sanierung der IV. Angesichts des geringen Spareffekts verpuffte die Wirkung ihrer Kampagne jedoch zusehends. Die Gegner argumentierten, mit der Abschaffung der Viertelsrenten würden kaum Ausgaben eingespart und zudem der Eingliederungswille behinderter Menschen bestraft. Ausserdem sei zu befürchten, dass durch die vermehrte Auszahlung von Halbrenten sogar höhere Kosten entstünden. Mehr als zwei Drittel der Abstimmenden lehnten die Vorlage ab.

### Mutterschaftsversicherung
Seit 1945 bestand ein Verfassungsauftrag für die Einführung der Mutterschaftsversicherung, doch auch nach über fünf Jahrzehnten war er noch immer nicht umgesetzt worden. Zwar bestanden Regelungen von Bund, Kantonen und Gemeinden, die aber nicht aufeinander abgestimmt und somit uneinheitlich und lückenhaft waren. Als besonders stossend galt, dass während des achtwöchigen Arbeitsverbots nach der Niederkunft keine Lohnfortzahlung garantiert und diese je nach Branche unterschiedlich geregelt war. Nach drei gescheiterten Gesetzgebungsverfahren startete der Bundesrat im Juni 1997 einen weiteren Versuch, wobei fast ausschliesslich die Art der Finanzierung umstritten war. Die vorgeschlagene Alimentierung eines Fonds über Lohnprozente wurde vom Parlament durch ein Modell ersetzt, das die Überschüsse der Erwerbsersatzordnung anzapfen sollte und allenfalls eine Erhöhung der Mehrwertsteuer vorsah, über die zu einem späteren Zeitpunkt das Volk zu entscheiden hätte. Rechtsbürgerliche Kreise hielten dies für eine «Mogelpackung» und verlangten, dass über den MWST-Zuschlag vorgängig eine Volksabstimmung durchzuführen sei. Als das Parlament diesem Wunsch nicht entsprach, ergriffen sie das Referendum. Die Gegner waren der Meinung, der Sozialstaat werde weiter aufgebläht und es werde ein neuer Sozialversicherungszweig auf Pump geschaffen. Zudem würden auch nichterwerbstätige Mütter davon profitieren. Die Befürworter verteidigten das Vorhaben mit dem über 50 Jahre alten Verfassungsauftrag; die geplante Versicherung sei notwendig und ersetze ein Flickwerk unterschiedlichster Bestimmungen. Überraschend deutlich sprachen sich drei Fünftel der Abstimmenden gegen die Vorlage aus, wobei sich ein tiefer Graben zwischen der ablehnenden Deutschschweiz und der zustimmenden Romandie offenbarte.